# Kontyos réce
A kontyos réce (Aythya fuligula) madarak (Aves) osztályának a lúdalakúak (Anseriformes) rendjébe, ezen belül a récefélék (Anatidae) családjába tartozó vízimadárfaj.

## Előfordulása
Európa észak- északkeleti és Ázsia déli részén rendszeresen fészkel, de terjeszkedik déli és keleti irányba is. Általában olyan tavak mellett található, ahol van nyílt vízfelület, de nádas is.

## Megjelenése
Testhossza 40–47 centiméter, szárnyfesztávolsága 67–73 centiméter, testtömege pedig 500–1000 gramm. A tojó kicsit kisebb, mint a hím. A hímnek fejhez simuló kontya van, ami nyugalmi időszakban szinte nem is látszik. A tollruhájaban a fekete és a fehér szín dominál, a tojó sötétbarna.
|  |  |  |

## Életmódja
Apró halakkal táplálkozik, melyekért 6-7 méter mélyre is lemerül, de elfogyasztja a puhatestűeket, rovarokat és növényi részeket is.

## Szaporodás
Talajra növényi anyagokból építi és pehelytollakkal béleli a fészkét. A fészekalj 5-12 tojásból áll, melyen 24 napig kotlik. A fiókák már egynapos korukban tudnak úszni, de táplálékukat még kizárólagosan a felszínen gyűjtögetik.

## Kárpát-medencéi előfordulása
Magyarországon rendszeres fészkelő, de vonuló példányok is növelik az itt lévő állományt.